# エビオス
エビオス (EBIOS) は、アサヒグループ食品から発売されている商品名。

## 概要
アサヒグループ食品から発売されている胃腸・栄養補給薬。ビールを生産するときに生み出される副産物であるビール酵母を乾燥させた乾燥酵母が有効成分となっている。この有効成分で胃腸をいたわり胃腸の働きを活発にされている。
橋谷義孝によって発明された。1921年から昭和初期にかけて脚気がはやり、日本の国内病と言われていた。この脚気は治療が難しく有効な手段が見つからなかった中で、あるイギリスの論文から栄養成分が豊富なビール酵母に解決の糸口があることが発見されたのがエビオスのルーツ。
1926年2月に田中民夫がビール余剰酵母の製造化の研究を始め、1927年2月に特許を取得し、1928年12月にエビオスを製造する設備が完成し、1930年4月に現田辺三菱製薬と販売契約が結ばれ5月1日に販売開始。
エビオスという商品名は、発売当時、大日本麦酒の工場が恵比寿にあったことと、ギリシア語で命の元を意味するBIOSという単語から名付けられた。